# Наумов, Василий Николаевич
Василий Николаевич Наумов (1917—1980) — советский авиационный штурман. Участник Великой Отечественной войны. Герой Советского Союза (1944). Майор.

## Биография
Василий Николаевич Наумов родился 24 июля 1917 года в деревне Слиньково Ярославского уезда Ярославской губернии Российской Республики в крестьянской семье. Русский. Окончил семилетнюю школу в селе Великое Ярославской области. После школы поступил в Ярославский автомеханический техникум.
В 1938 году В. Н. Наумов был призван Ярославским городским военкоматом в ряды Рабоче-крестьянской Красной Армии и вскоре направлен в Мелитопольское авиационное училище. По его окончании в 1940 году младший лейтенант В. Н. Наумов получил назначение в 132-ю бомбардировочную авиационную дивизию Закавказского военного округа, базировавшуюся в Азербайджанской ССР. Перед войной В. Н. Наумов был уже лейтенантом и занимал должность штурмана авиационного звена 6-го дальнебомбардировочного полка.
Осенью 1941 года Василий Николаевич принимал участие в совместной англо-советской операции «Согласие». На фронтах Великой Отечественной войны лейтенант Наумов с декабря 1941 года. Воевал на самолётах Ар-2, ДБ-3Ф, Б-3 Бостон. С началом Великой Отечественной войны на базе Закавказского военного округа был создан Кавказский фронт. В его составе В. Н. Наумов участвовал в Керченско-Феодосийской десантной операции 1941—1942 гг. Поддерживая действия десанта на Керченском полуострове, Василий Николаевич в составе экипажа совершил 10 боевых вылетов, сбросив на передний край обороны немцев и их военные объекты 70 ФАБ-50, 6 ФАБ-250 и 2 РРАБ-3. Весной 1942 года ему было присвоено звание старшего лейтенанта.
Являясь формально штурманом звена, как один из лучших штурманов полка и признанный мастер бомбометания Василий Николаевич неоднократно водил группы бомбардировщиков ДБ-3Ф на боевые задания. Как правило, он брал на себя обязанности осветителя и первым наносил удар по цели, создавая ориентир для других экипажей. Так, 21 мая 1942 года при налёте на аэродром Грамматиково в условиях десятибалльной облачности и сильного противодействия зенитной артиллерии противника старший лейтенант Наумов осветительной бомбой ослепил расчёты немецких зенитных батарей и прожекторов, а другой бомбой осветил аэродром, уничтожив при этом один вражеский самолёт. По хорошо освещённой цели нанесли удар другие экипажи, уничтожившие ещё четыре самолёта. Во время обороны Севастополя В. Н. Наумов сражался в составе Крымского фронта, производя ежедневно по два боевых вылета на разведку и бомбардировку живой силы и техники противника.
19 мая Крымский фронт был расформирован, а его подразделения были переданы Северо-Кавказскому фронту. 10 июля 1942 года 132-я бомбардировочная авиационная дивизия вошла в состав 5-й воздушной армии. В её составе старший лейтенант В. Н. Наумов участвовал в Битве за Кавказ. С ноября 1942 года по февраль 1943 года подразделение, в котором служил штурман Наумов, поддерживало наступательные операции Закавказского фронта, участвовало в воздушных сражениях на Кубани, оказывало содействие десанту в Мысхако. Давая высокую оценку действиям бомбардировочной авиации 5-й воздушной армии, командующий 18-й армии генерал К. Н. Леселидзе впоследствии писал: «Массированные удары нашей авиации по противнику, пытавшемуся уничтожить десантные части в районе Мысхако, сорвали его планы. У личного состава десантной группы появилась уверенность в своих силах».
Сочетая глубокие теоретические знания с практической боевой работой и благодаря упорству и желанию летать, Василий Николаевич одержал немало побед. В начале июля 1942 года разведка доложила о большой концентрации немецкой авиации на аэродроме Багерово. На его бомбардировку вылетели все эскадрильи 6-го бомбардировочного полка. В бой их повёл наиболее опытный штурман старший лейтенант В. Н. Наумов. Точно выведя бомбардировщики полка на цель, Василий Николаевич первым заходом осветил аэродром, а вторым — зажёг на аэродроме два самолёта, создав хорошие условия для боевой работы другим экипажам. В результате массированного удара полка было уничтожено 28 немецких самолётов. 5 октября 1942 года в условиях яростного противодействия зенитной артиллерии противника экипаж штурмана В. Н. Наумова прорвался к аэродрому Краснодар, где Василий Николаевич точным бомбометанием поразил на земле два двухмоторных самолёта. 30 декабря 1942 года экипаж Наумова получил приказ нанести бомбовый удар по железнодорожному узлу Сальск, где по данным разведки противник вёл разгрузку воинских эшелонов с боеприпасами для фронта. Несколько экипажей, вылетевших на задание, вернулись ни с чем. Но старший лейтенант Наумов в условиях горной местности и низкой облачности в сильный снегопад сумел вывести бомбардировщик точно на цель и бомбовым ударом поразил находившийся на станции воинский эшелон. Пожар и взрывы на станции Сальск продолжались более 3-х часов, в результате чего работа железнодорожного узла была полностью парализована. 16 февраля 1943 года полк получил задачу разрушить деревянный мост через Старую Кубань в районе посёлка Джигинка, по которому противник вёл переброску войск и техники. Немцы яростно защищали мост, и уничтожить его днём не представлялось возможным. Поразить цель ночью тоже было непросто, но штурман Наумов точно вывел свой ДБ-3Ф на цель и с двух заходов полностью разрушил переправу.
В конце февраля 1943 года старший лейтенант В. Н. Наумов был переведён на должность штурмана эскадрильи в 367-й бомбардировочный авиационный полк своей дивизии. С 1 мая 1943 года 132-я бомбардировочная дивизия была включена в состав 4-й воздушной армии. Полки дивизии активно разрушали немецкую оборону на линии Готенкопф, уничтожали плавсредства противника в Керченском проливе, бомбили его порты и аэродромы. Штурман В. Н. Наумов совершал налёты на авиаузлы Багерово и Анапа, бомбил порт Тамань, штурмовал немецкие укрепления в районе Крымской. К июлю 1943 года старший лейтенант В. Н. Наумов совершил 204 боевых вылета (в том числе 173 ночных и 31 дневной), уничтожив на аэродромах 10 самолётов противника, 12 танков, до 80 автомашин с войсками и грузами, 2 железнодорожные цистерны с горючим, 2 батареи полевой артиллерии, 2 прожектора, 1 железнодорожный эшелон с боеприпасами, 2 бензозаправщика, 1 деревянный мост и до роты гитлеровцев. Командование отмечало и его участие в спецоперациях по снабжению партизанских отрядов, и личный вклад в организацию боевой выучки лётно-штурманского состава. За образцовое выполнение боевых заданий командования на фронте борьбы с немецкими захватчиками и проявленные при этом отвагу и геройство указом Президиума Верховного Совета СССР от 13 апреля 1944 года старшему лейтенанту Наумову Василию Николаевичу было присвоено звание Героя Советского Союза.
Осенью 1943 года В. Н. Наумов участвовал в Новороссийско-Таманской операции, в ходе которой была прорвана Голубая линия и освобождён Таманский полуостров. После освобождения Тамани Василий Николаевич был переведён на должность штурмана эскадрильи в 63-й ночной бомбардировочный авиационный полк, на вооружении которого стояли самолёты «Бостон». Быстро освоив новую материальную часть, он весной 1944 года принимал участие в освобождении Крыма. Наиболее яркими эпизодами его боевой работы в этот период стали разгром вражеских эшелонов на станции Владиславовка и уничтожение артиллерийских батарей на горе Высокая. Немалая заслуга В. Н. Наумова и в общем успехе полка в ходе Крымской операции. По оценке командира полка майора В. В. Тоцкого В. Н. Наумов слывёт «не только мастером метких бомбовых ударов по врагу, но и является лучшим организатором боевой выучки лётно-штурманского состава эскадрильи».
После освобождения Крыма и упразднения 4-го Украинского фронта 132-я бомбардировочная авиационная дивизия вошла в состав 6-го смешанного авиационного корпуса 16-й воздушной армии 1-го Белорусского фронта и поддерживала наступление наземных войск на бобруйско-варшавском направлении в ходе летней кампании 1944 года (Бобруйская и Люблин-Брестская операции). В начале сентября 1944 года 63-й ночной бомбардировочный полк был выведен на переформирование в Смоленскую область. В действующую армию полк вернулся в декабре 1944 года и был включён в состав 132-й бомбардировочной авиационной дивизии 5-го бомбардировочного авиационного корпуса 4-й воздушной армии 2-го Белорусского фронта. Зимой — весной 1945 года полк поддерживал наступление наземных войск фронта в ходе Восточно-Прусской, Восточно-Померанской и Берлинской операций. В. Н. Наумов в составе своего подразделения участвовал во взятии городов Алленштейн, Ортельсбург и Пренцлау. Последние боевые вылеты во время войны Василий Николаевич совершил на бомбардировку военно-морской базы Свинемюнде.
После войны В. Н. Наумов продолжал службу в авиации. Окончив в феврале 1948 года Краснодарскую высшую офицерскую школу штурманов ВВС, исполнял обязанности помощника командира по воздушно-стрелковой службе и штурмана 193-го гвардейского отдельного разведывательного полка, затем служил в Иваново штурманом эскадрильи 602-го учебного авиационного полка Высшей офицерской лётно-тактической школы командиров Дальней авиации. С 1953 года В. Н. Наумов на преподавательской работе. Читал лекции по воздушной навигации, затем преподавал теорию и практику комплексного использования средств самолётовождения в Рязанской военной авиационной офицерской школе боевого применения Авиации дальнего действия (Дягилево). В запас Василий Николаевич уволился в звании майора по медицинским показаниям в 1957 году. Жил на территории военного городка. Работал на авиаремонтном заводе № 360 старшим техником-диспетчером цеха по ремонту съёмного оборудования.
Скончался 13 июня 1980 года. Похоронен на Дягилевском кладбище Рязани.

## Награды и звания
- Медаль «Золотая Звезда» (13.04.1944).
- Орден Ленина (13.04.1944).
- Орден Красного Знамени — трижды (19.04.1942; 25.04.1943; 18.09.1944).
- Орден Отечественной войны I степени (11.02.1943).
- Орден Красной Звезды.
- Медали.

## Память
- Имя Героя Советского Союза В. Н. Наумова увековечено на мемориале в городе Гаврилов-Ям Ярославской области.
- Мемориальные доски в честь Героя Советского Союза В. Н. Наумова установлены на фасаде здания Великосельской средней общеобразовательной школы в селе Великое Ярославской области и на фасаде дома № 18 по улице Белякова в Дягилевском военном городке в городе Рязань.

## Документы
- Общедоступный электронный банк документов «Подвиг Народа в Великой Отечественной войне 1941—1945 гг.» Дата обращения: 31 мая 2013. Архивировано из оригинала 13 марта 2012 года.

Герой Советского Союза. Дата обращения: 31 мая 2013. Архивировано 1 июня 2013 года.
Орден Красного Знамени (1942). Дата обращения: 31 мая 2013. Архивировано 1 июня 2013 года.
Орден Красного Знамени (1943). Дата обращения: 31 мая 2013. Архивировано 1 июня 2013 года.
Орден Красного Знамени (1944). Дата обращения: 31 мая 2013. Архивировано 1 июня 2013 года.
Орден Отечественной войны 1-й степени. Дата обращения: 31 мая 2013. Архивировано 1 июня 2013 года.